# 梅林街道 (深圳市)

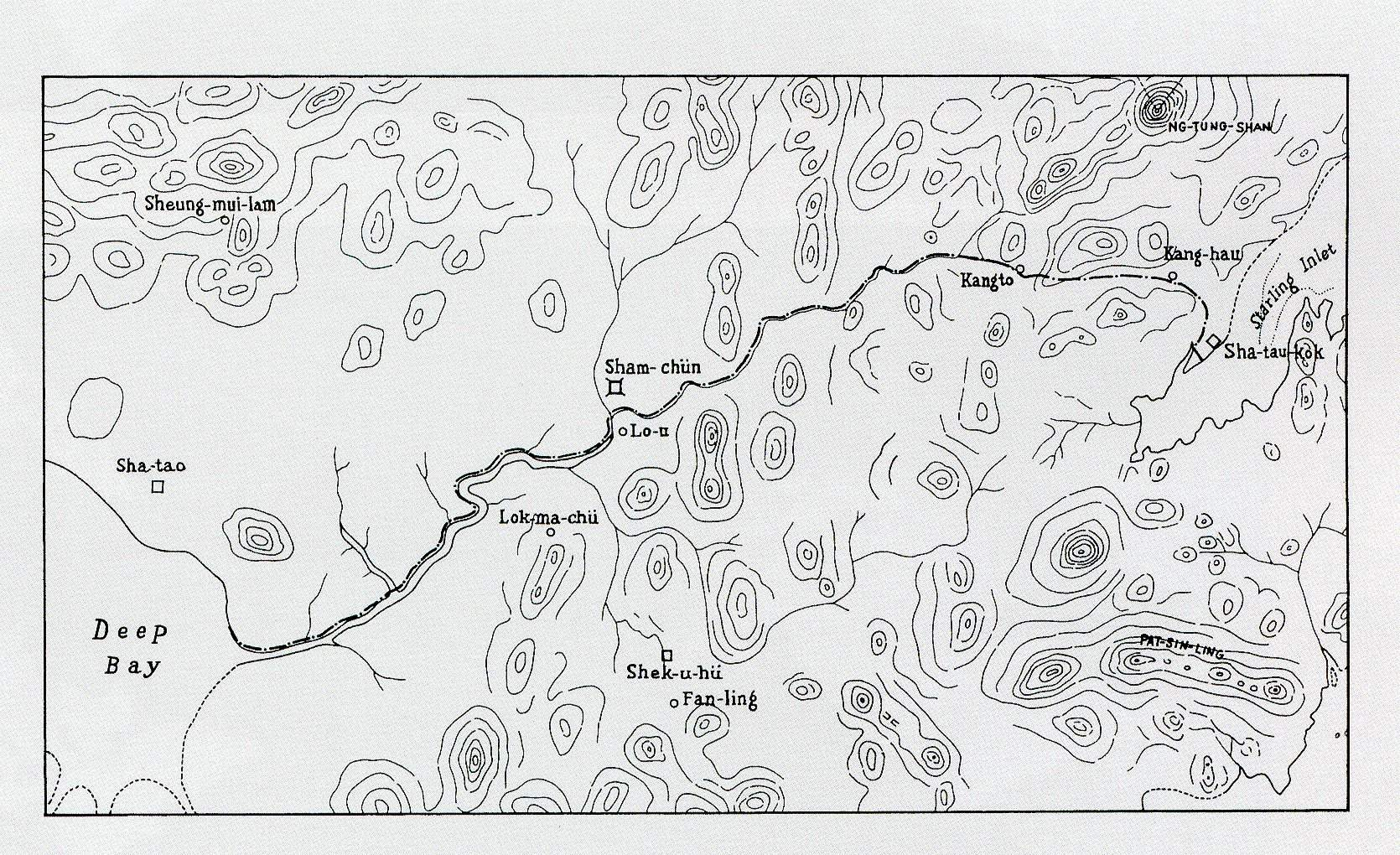
1898年《展拓香港界址專條》附圖中的上梅林（Sheung-mui-lam）

梅林街道是中國廣東省深圳市福田区下轄的一個街道，位於福田區的北部，是福田區最接近龙华区之地區。名称取自街道内的旧村落——上梅林村和下梅林村。

## 地理
梅林街道位于福田中心区以北，是福田区最北的地区，东起银湖路口，与罗湖区清水河街道相临，西至安托山，与南山区桃源街道相接，南临北环大道，北抵梅林山顶，与龙华区民治街道相接。辖区总面积约21.18平方公里，其中山林1.45万亩（占福田区山林面积的96%），边防二线16公里。下轄13個社区工作站及上、下梅林2个集体股份公司。总人口约25万人，其中户籍人口近10万人，暂住人口15万人。

## 行政区划
梅林街道下辖以下地区：
新兴社区、梅丰社区、梅京社区、梅亭社区、梅都社区、龙尾社区、孖岭社区、新阁社区、梅林一村社区、下梅社区、翰岭社区、上梅社区、梅丽社区、金河社区和银河社区。

## 经济
梅林原本是农村，深圳市成立后开始有工厂落脚，如今一些常去被改建成小型酒店和商业综合体。近年随着城市化，开始转为住宅区。2024年，位于该地的中粮·福田大悦广场写字楼建成，当地商业气息渐浓。福田农批市场位於此处。

## 交通

### 主要道路
- 北環大道
- 彩田路（新彩通道)
- 皇岗路
- 新洲路
- 梅观路

### 轨道交通
深圳地铁9号线横贯梅林街道，故曾用名“梅林线”。
- █深圳地铁9号线：梅景站、下梅林站、梅村站
- █深圳地铁4号线与9号线换乘站：上梅林站
- █深圳地铁10号线与9号线换乘站：孖岭站